# Turquía en los Juegos Olímpicos de Roma 1960
Turquía estuvo representada en los Juegos Olímpicos de Roma 1960 por un total de 49 deportistas, 46 hombres y 3 mujeres, que compitieron en 6 deportes.
El portador de la bandera en la ceremonia de apertura fue el atleta Nuri Turan.

## Medallistas
El equipo olímpico turco obtuvo las siguientes medallas:
| Nombre             | Deporte            | Competición |
| ------------------ | ------------------ | ----------- |
| Oro                |                    |             |
| Müzahir Sille      | Lucha grecorromana | 62 kg M     |
| Mithat Bayrak      | Lucha grecorromana | 73 kg M     |
| Tevfik Kış         | Lucha grecorromana | 87 kg M     |
| Ahmet Bilek        | Lucha libre        | 52 kg M     |
| Mustafa Dağıstanlı | Lucha libre        | 62 kg M     |
| Hasan Güngör       | Lucha libre        | 79 kg M     |
| İsmet Atlı         | Lucha libre        | 87 kg M     |
| Plata              |                    |             |
| İsmail Ogan        | Lucha libre        | 73 kg M     |
| Hamit Kaplan       | Lucha libre        | +87 kg M    |
| Bronce             |                    |             |
| —                  |                    |             |